# Protochondrostoma genei
Protochondrostoma genei es una especie de peces de la familia de los
Cyprinidae en el orden de los Cypriniformes.

## Morfología
- Los machos pueden llegar alcanzar los 30 cm de longitud total.[1][2]

## Reproducción
Tiene lugar desde marzo hasta mayo.

## Alimentación
Es omnívoro: come principalmente insectos acuáticos y algas.

## Hábitat
Es un pez de agua dulce y de clima templado.

## Distribución geográfica
Se encuentra en Europa: ríos del Mar Adriático desde el río Soca hasta el río Vomano (Italia y Eslovenia). Ha sido introducido en la Toscana y el Lacio (cuencas de los ríos  Centa,  Magra,  Arno,  Ombrone y  Tevere ).